# Волховски фронт
Волховският фронт (на руски: Волховский фронт) е една от главните военни формации на Червената армия през първата част на Втората световна война. Сформиран е за да спре настъплението на силите на Вермахта на север и защитата на Ленинград. Първоначално той действа в близост до Ладожкото езеро. Съществува от 17 декември 1941 до 23 април 1942 г. и от 8 юни 1942 до 15 февруари 1944 г. Командващ войските е генерал Кирил Мерецков.